# راستنوویچه
راستنوویچه (به صربی: Rastenoviće) یک منطقهٔ مسکونی در صربستان است که در سینیتسا واقع شده‌است. راستنوویچه ۱۴۵ نفر جمعیت دارد.